# Un'estate ci salverà
Un'estate ci salverà è un singolo del cantante italiano Max Pezzali, pubblicato il 15 giugno 2018.

## Il brano
Si tratta di uno degli inediti contenuti nella raccolta Le canzoni alla radio, uscita nel 2017. La canzone è stata scritta da Pezzali insieme a Maurizio Carucci, voce e frontman degli Ex-Otago. Il 6 luglio 2018 è stata infatti pubblicata una nuova versione del brano che vede la partecipazione del gruppo genovese.

## Video musicale
Nel video ufficiale del singolo, diretto da Daniele Martinis, Pezzali veste i panni del conduttore di un telegiornale, tra passato e presente, oltre a interpretare anche i ruoli di meteorologo e di inviato. Tutte le notizie che scorrono durante l'immaginario telegiornale sono a tema estivo e sono accompagnate da scene che rispecchiano lo stile spensierato della canzone. In seguito è uscito anche un secondo video del brano, sempre per la regia di Daniele Martinis, in cui Pezzali e Carucci, il leader degli Ex-Otago, raccontano in maniera ironica un'Italia che non cambia mai attraverso il linguaggio del telegiornale che, ogni anno in estate, da 50 anni affronta gli stessi temi, il caldo, la gente al mare, i consigli per gli anziani.

## Tracce
1. Un'estate ci salverà – 3:09